# 25 tv
25 tv fue un canal de televisión del Barcelonés que ofrecía contenidos, programas y cine en español y en catalán. Según el barómetro de la comunicación y la cultura, 25 tv fue la segunda televisión local de Cataluña más vista en 2014 con 81.000 espectadores. Dejó de emitir la medianoche del 1 de septiembre de 2023.